# Општина Гомез Паласио (Дуранго)
Гомез Паласио (шп. Gómez Palacio) општина је у Мексику у савезној држави Дуранго. Општина се налази на надморској висини од 1138 м.

## Становништво
Према подацима из 2010. у општини је живело 327985 становника.

### Хронологија
| Година       | 2000                     | 2005                     | 2010                     |
| ------------ | ------------------------ | ------------------------ | ------------------------ |
| Становништво | 273315 (134647 / 138668) | 304515 (150085 / 154430) | 327985 (161736 / 166249) |

### Попис
| \| \| м \| \| \| ж \| \| 0—2 \| 9.537 \| \| \| 9.298 \| \| 3—5 \| 9.991 \| \| \| 9.675 \| \| 6—11 \| 20.900 \| \| \| 20.279 \| \| 12—14 \| 9.999 \| \| \| 9.615 \| \| 15—17 \| 9.569 \| \| \| 9.646 \| \| 18—24 \| 20.559 \| \| \| 20.325 \| \| 60+ \| 12.111 \| \| \| 13.612 \| \| Просек : \| 28,3 \| \| \| 29,1 \| |        |  |  |        |
| |        |  |  |        |
| | м      |  |  | ж      |
| 0—2 | 9.537  |  |  | 9.298  |
| 3—5 | 9.991  |  |  | 9.675  |
| 6—11 | 20.900 |  |  | 20.279 |
| 12—14 | 9.999  |  |  | 9.615  |
| 15—17 | 9.569  |  |  | 9.646  |
| 18—24 | 20.559 |  |  | 20.325 |
| 60+ | 12.111 |  |  | 13.612 |
| Просек : | 28,3   |  |  | 29,1   |

| #   | Индикатор                                                                                        | Вредност |
| --- | ------------------------------------------------------------------------------------------------ | -------- |
| 1   | Становништво од 0 до 2 године                                                                    | 18835    |
| 2   | Мушко становништво од 0 до 2 године                                                              | 9537     |
| 3   | Женско становништво од 0 до 2 године                                                             | 9298     |
| 4   | Становништво са 3 и више година                                                                  | 305499   |
| 5   | Мушко становништво са 3 и више година                                                            | 150377   |
| 6   | Женско становништво са 3 и више година                                                           | 155122   |
| 7   | Становништво са 5 и више година                                                                  | 292349   |
| 8   | Мушко становништво са 5 и више година                                                            | 143724   |
| 9   | Женско становништво са 5 и више година                                                           | 148625   |
| 10  | Становништво са 12 и више година                                                                 | 244654   |
| 11  | Мушко становништво са 12 и више година                                                           | 119486   |
| 12  | Женско становништво са 12 и више година                                                          | 125168   |
| 13  | Становништво са 15 и више година                                                                 | 225040   |
| 14  | Мушко становништво са 15 и више година                                                           | 109487   |
| 15  | Женско становништво са 15 и више година                                                          | 115553   |
| 16  | Становништво са 18 и више година                                                                 | 205825   |
| 17  | Мушко становништво са 18 и више година                                                           | 99918    |
| 18  | Женско становништво са 18 и више година                                                          | 105907   |
| 19  | Становништво од 3 до 5 година                                                                    | 19666    |
| 20  | Мушко становништво од 3 до 5 година                                                              | 9991     |
| 21  | Женско становништво од 3 до 5 година                                                             | 9675     |
| 22  | Становништво од 6 до 11 година                                                                   | 41179    |
| 23  | Мушко становништво од 6 до 11 година                                                             | 20900    |
| 24  | Женско становништво од 6 до 11 година                                                            | 20279    |
| 25  | Становништво од 8 до 14 година                                                                   | 47196    |
| 26  | Мушко становништво од 8 до 14 година                                                             | 24009    |
| 27  | Женско становништво од 8 до 14 година                                                            | 23187    |
| 28  | Становништво од 12 до 14 година                                                                  | 19614    |
| 29  | Мушко становништво од 12 до 14 година                                                            | 9999     |
| 30  | Женско становништво од 12 до 14 година                                                           | 9615     |
| 31  | Становништво од 15 до 17 година                                                                  | 19215    |
| 32  | Мушко становништво од 15 до 17 година                                                            | 9569     |
| 33  | Женско становништво од 15 до 17 година                                                           | 9646     |
| 34  | Становништво од 18 до 24 године                                                                  | 40884    |
| 35  | Мушко становништво од 18 до 24 године                                                            | 20559    |
| 36  | Женско становништво од 18 до 24 године                                                           | 20325    |
| 37  | Женско становништво од 15 до 49 година                                                           | 88540    |
| 38  | Становништво са 60 и више година                                                                 | 25723    |
| 39  | Мушко становништво са 60 и више година                                                           | 12111    |
| 40  | Женско становништво са 60 и више година                                                          | 13612    |
| 41  | Однос између мушкараца и жена                                                                    | 97.29    |
| 42  | Становништво од нуле до 14 година                                                                | 99294    |
| 43  | Становништво од 15 до 64 године                                                                  | 207836   |
| 44  | Становништво од 65 година и више                                                                 | 17204    |
| 45  | Просечан број деце                                                                               | 2.32     |
| 46  | Становништво рођено у ентитету                                                                   | 255217   |
| 47  | Мушко становништво рођено у ентитету                                                             | 125913   |
| 48  | Женско становништво рођено у ентитету                                                            | 129304   |
| 49  | Становништво рођено у другом ентитету                                                            | 67427    |
| 50  | Мушко становништво рођено у другом ентитету                                                      | 33145    |
| 51  | Женско становништво рођено у другом ентитету                                                     | 34282    |
| 52  | Становништво од 5 година и више резидентно у ентитету у јуну 2005. године                        | 279108   |
| 53  | Мушко становништво старосног доба од 5 година и више, резидентно у ентитету у јуну 2005. године  | 136739   |
| 54  | Женско становништво старосног доба од 5 и више година, резидентно у ентитету у јуну 2005. године | 142369   |
| 55  | Становништво од 5 година и више које је живело у другом ентитету у јуну 2005. године             | 10636    |
| 56  | Мушко становништво старије од 5 година које је живело у другом ентитету у јуну 2005. године      | 5448     |
| 57  | Женско становништво старије од 5 година које је живело у другом ентитету у јуну 2005. године     | 5188     |
| 58  | Становништво од 3 године и више које говори аутохтони језик                                      | 575      |
| 59  | Мушко становништво старо 3 године и више које говори аутохтони језик                             | 315      |
| 60  | Женско становништво старо 3 године и више које говори аутохтони језик                            | 260      |
| 61  | Становништво од 3 године и више које говори аутохтони језик и не говори шпански језик            | 3        |
| 62  | Мушко становништво старо 3 године и више које говори аутохтони језик и не говори шпански         | 0        |
| 63  | Женско становништво старо 3 године и више које говори аутохтони језик и не говори шпански језик  | 3        |
| 64  | Становништво старо 3 године и више које говори аутохтони језик и шпански                         | 180      |
| 65  | Мушко становништво старо 3 године и више које говори аутохтони језик и шпански                   | 100      |
| 66  | Женско становништво старо 3 године и више које говори аутохтони језик и шпански                  | 80       |
| 67  | Становништво од 5 година и више које говори аутохтони језик                                      | 561      |
| 68  | Становништво од 5 година и више које говори аутохтони језик и не говори шпански језик            | 3        |
| 69  | Становништво од 5 година и више које говори аутохтони језик и говори шпански језик               | 176      |
| 70  | Становништво у домородачким домаћинствима                                                        | 1339     |
| 71  | Становништво са ограничењима у активностима                                                      | 13172    |
| 72  | Становништво са ограниченим ходањем или кретањем, горе или доле                                  | 7282     |
| 73  | Становници са ограничењима вида, чак и уз кориштење сочива                                       | 3738     |
| 74  | Становништво са ограничењима говора, комуникације или конверзације                               | 1033     |
| 75  | Становништво са ограниченим слухом                                                               | 1093     |
| 76  | Становништво са ограничењима при одевању, купању или јелу                                        | 619      |
| 77  | Становништво са ограничењима у опажању или учењу једноставних ствари                             | 503      |
| 78  | Становништво са менталним ограничењима                                                           | 1201     |
| 79  | Становништво без ограничења активности                                                           | 309852   |
| 80  | Становништво од 3 до 5 година које не похађа школу                                               | 9430     |
| 81  | Мушко становништво од 3 до 5 година које не похађа школу                                         | 4778     |
| 82  | Женско становништво од 3 до 5 година које не похађа школу                                        | 4652     |
| 83  | Становништво од 6 до 11 година које не похађа школу                                              | 1169     |
| 84  | Мушко становништво од 6 до 11 година које не похађа школу                                        | 613      |
| 85  | Женско становништво од 6 до 11 година које не похађа школу                                       | 556      |
| 86  | Становништво од 12 до 14 година које не похађа школу                                             | 1916     |
| 87  | Мушко становништво од 12 до 14 година које не похађа школу                                       | 992      |
| 88  | Женско становништво од 12 до 14 година које не похађа школу                                      | 924      |
| 89  | Становништво од 15 до 17 година похађа школу                                                     | 12513    |
| 90  | Мушко становништво од 15 до 17 година похађа школу                                               | 6190     |
| 91  | Женско становништво између 15 и 17 година живота у школи                                         | 6323     |
| 92  | Становништво од 18 до 24 године похађа школу                                                     | 11307    |
| 93  | Мушко становништво од 18 до 24 године похађа школу                                               | 5934     |
| 94  | Женско становништво од 18 до 24 године похађа школу                                              | 5373     |
| 95  | Становништво од 8 до 14 година које не може да чита и пише                                       | 1063     |
| 96  | Мушко становништво старосног доба од 8 до 14 година које не може да чита и пише                  | 635      |
| 97  | Женско становништво старосног доби од 8 до 14 година које не може да чита и пише                 | 428      |
| 98  | Становништво од 15 година и више које је неписмено                                               | 5446     |
| 99  | Мушко становништво од 15 година и више које је неписмено                                         | 2581     |
| 100 | Женско становништво од 15 година и више које је неписмено                                        | 2865     |
| 101 | Становништво старо 15 и више година без школовања                                                | 6889     |
| 102 | Мушко становништво старо 15 и више година без школовања                                          | 3351     |
| 103 | Женско становништво старо 15 и више година без школовања                                         | 3538     |
| 104 | Становништво старосног доба 15 и више година са непотпуним основним образовањем                  | 22625    |
| 105 | Мушко становништво старосног доба од 15 година и више са непотпуном основним образовањем         | 10876    |
| 106 | Женско становништво старосног доба 15 и више година са непотпуном основним образовањем           | 11749    |
| 107 | Становништво старо 15 и више година са комплетним основним образовањем                           | 39531    |
| 108 | Мушко становништво старо 15 година и више са комплетним основним образовањем                     | 18052    |
| 109 | Женско становништво старо 15 и више година са комплетним основним образовањем                    | 21479    |
| 110 | Становништво старосног доба 15 и више година са непотпуним средњим образовањем                   | 11848    |
| 111 | Мушко становништво старосног доба од 15 година и више са непотпуним средњим образовањем          | 6364     |
| 112 | Женско становништво старосног доба од 15 година и више са непотпуним средњим образовањем         | 5484     |
| 113 | Становништво старо 15 и више година са пуним секундарном образовањем                             | 56011    |
| 114 | Мушко становништво старосног доба од 15 година и више са пуним секундарном образовањем           | 27309    |
| 115 | Женско становништво старосног доба од 15 година и више са пуним секундарном образовањем          | 28702    |
| 116 | Становништво старије од 18 година са постосновним образовањем                                    | 77596    |
| 117 | Мушко становништво старије од 18 година са постосновним образовањем                              | 39248    |
| 118 | Женско становништво старије од 18 година са постосновним образовањем                             | 38348    |
| 119 | Просечна оцена школовања                                                                         | 9.17     |
| 120 | Просечан ниво образовања мушке популације                                                        | 9.27     |
| 121 | Просечан ниво образовања женског становништва                                                    | 9.07     |
| 122 | Економски активно становништво                                                                   | 124348   |
| 123 | Економски активна мушка популација                                                               | 86070    |
| 124 | Економски активна женска популација                                                              | 38278    |
| 125 | Становништво које није економски активно                                                         | 119330   |
| 126 | Мушко становништво које није економски активно                                                   | 32847    |
| 127 | Женско становништво које није економски активно                                                  | 86483    |
| 128 | Запослено становништво                                                                           | 114643   |
| 129 | Запослено мушко становништво                                                                     | 78353    |
| 130 | Запослено женско становништво                                                                    | 36290    |
| 131 | Незапослена популација                                                                           | 9705     |
| 132 | Незапослена мушка популација                                                                     | 7717     |
| 133 | Незапослена женска популација                                                                    | 1988     |
| 134 | Становништво без права на здравствене услуге                                                     | 82436    |
| 135 | Становништво које има право на здравствене услуге                                                | 241537   |
| 136 | Становништво које има право на ИМСС                                                              | 183530   |
| 137 | Становништво које има право на социјално осигурање                                               | 26469    |
| 138 | Становништво које има право на државно социјално осигурање                                       | 307      |
| 139 | Становништво које има право на опште осигурање или здравствено осигурање за нову генерацију      | 29272    |
| 140 | Становништво које је било једном или није било у браку током 12 година и више                    | 81300    |
| 141 | Венчано или уједињено становништво од 12 година и више                                           | 139079   |
| 142 | Становништво које је било у браку или уједињено 12 година и више                                 | 23853    |
| 143 | Становништво са католичком религијом                                                             | 271696   |
| 144 | Протестанти, еванђелисти и библијски следбеници различити од еванђелиста                         | 34303    |
| 145 | Становништво са другим религијама различитим од претходних                                       | 93       |
| 146 | Становништво без религије                                                                        | 16163    |
| 147 | Укупно пописаних домаћинства                                                                     | 82781    |
| 148 | Пописна домаћинства на челу са мушкарцима                                                        | 63588    |
| 149 | Пописна домаћинства на челу са женама                                                            | 19193    |
| 150 | Становништво у пописним домаћинствима                                                            | 323254   |
| 151 | Становништво у пописним домаћинствима на челу са мушкарцима                                      | 257488   |
| 152 | Становништво у пописним домаћинствима на челу са женама                                          | 65766    |
| 153 | Укупно домаћинстава                                                                              | 108682   |
| 154 | Укупно насељених домаћинстава                                                                    | 83973    |
| 155 | Укупно приватних кућа                                                                            | 107490   |
| 156 | Насељени приватни домови                                                                         | 82781    |
| 157 | Укупно насељених приватних кућа                                                                  | 83957    |
| 158 | Ненасељене приватне куће                                                                         | 21157    |
| 159 | Појединачна домаћинства за привремену употребу                                                   | 3552     |
| 160 | Становници у насељеним приватним кућама                                                          | 323254   |
| 161 | Насељеност станара у приватним становима                                                         | 3.9      |
| 162 | Просечно становника по соби у приватним насељеним домаћинствима                                  | 0.97     |
| 163 | Појединачна домаћинства са подовима од различитих материјала од земље                            | 78754    |
| 164 | Појединачна домаћинства у приземљу                                                               | 3657     |
| 165 | Појединачна домаћинства са једном спаваћом собом                                                 | 21481    |
| 166 | Појединачна домаћинства са две спаваће собе и више                                               | 61014    |
| 167 | Појединачна домаћинства са једним собом                                                          | 2200     |
| 168 | Појединачна домаћинства са две собе                                                              | 8338     |
| 169 | Појединачна домаћинства са 3 собе и више                                                         | 71880    |
| 170 | Појединачна домаћинства која имају електрично светло                                             | 82322    |
| 171 | Појединачна домаћинства која немају електрично светло                                            | 254      |
| 172 | Појединачна домаћинства која имају водоводну воду у стамбеном простору                           | 81155    |
| 173 | Појединачна домаћинства која немају водоводну воду у стамбеном простору                          | 1273     |
| 174 | Појединачна домаћинства која имају тоалет                                                        | 80388    |
| 175 | Појединачна домаћинства која имају канализацију                                                  | 78804    |
| 176 | Појединачна домаћинства која немају канализацију                                                 | 3462     |
| 177 | Појединачна домаћинства која имају електрично светло, довод воде из јавне мреже и канализацију   | 77797    |
| 178 | Појединачна домаћинства без икаквих услова                                                       | 318      |
| 179 | Појединачна домаћинства која имају радио                                                         | 66087    |
| 180 | Појединачна домаћинства која имају телевизор                                                     | 81039    |
| 181 | Појединачна домаћинства која имају фрижидер                                                      | 77800    |
| 182 | Појединачна домаћинства која имају машину за веш                                                 | 65963    |
| 183 | Појединачна домаћинства која имају аутомобил или комби                                           | 40647    |
| 184 | Појединачна домаћинства која имају рачунар                                                       | 23906    |
| 185 | Појединачна домаћинства која имају фиксну телефонску линију                                      | 35762    |
| 186 | Појединачна домаћинства која имају мобилни телефон                                               | 59231    |
| 187 | Појединачна домаћинства која имају приступ интернету                                             | 15567    |